# Apostolepis quinquelineata
Apostolepis quinquelineata este o specie de șerpi din genul Apostolepis, familia Colubridae, descrisă de Boulenger 1896. Conform Catalogue of Life specia Apostolepis quinquelineata nu are subspecii cunoscute.